# Ганстон, Уильям
Уильям Хьюисон Ганстон (англ. William Hewison Gunston, 9 сентября 1856, Лондон — 25 января 1941, Кингс-Линн) — английский шахматист.
Неоднократный участник чемпионатов Великобритании.
Участник крупных международных турниров в Манчестере (1890 г.) и Лондоне (1904 г.).
В составе сборной Англии участник 8-го матча по телеграфу со сборной США (на 9-й доске победил К. Хауэлла).
В зрелые добился значительных успехов в заочных шахматах. Дважды (в 1924 и 1928 гг.) побеждал в чемпионатах Великобритании по переписке.

## Спортивные результаты
| Год  | Город     | Соревнование                                                       | + | − | = | Результат | Место |
| ---- | --------- | ------------------------------------------------------------------ | - | - | - | --------- | ----- |
| 1890 | Манчестер | Международный турнир (6-й конгресс Британской шахматной федерации) | 6 | 7 | 6 | 9 из 19   | 12—13 |
| 1903 |           | Матч по телеграфу Англия — США (9-я доска, против К. Хауэлла)      | 1 | 0 | 0 | 1 из 1    |       |
| 1904 | Лондон    | Международный турнир                                               |   |   |   | 5 из 16   | 14—16 |
| 1905 | Саутпорт  | Чемпионат Великобритании                                           |   |   |   |           | [ 3 ] |
| 1910 | Оксфорд   | Чемпионат Великобритании                                           |   |   |   |           | [ 3 ] |
| 1912 | Ричмонд   | Чемпионат Великобритании                                           |   |   |   |           | [ 4 ] |